# Kressu
Kressu es una variedad cultivar de ciruelo (Prunus domestica), de las denominadas ciruelas europeas.
Una variedad de ciruela criada en 1969 en el Centro de Investigación Polli Garden, Tartu, como cruce de 'La Crescent' x 'Suhkruploom'.
Las frutas de tamaño medio de forma ovoide ovalada, su epidermis con un color principal rojo con amplias zonas violetas, y pulpa de color amarillo blanquecino, consistencia media, agridulce, de muy buen sabor. Tolera las zonas de rusticidad según el departamento USDA, de nivel I a II.

## Historia
'Kressu' variedad de ciruela europea que fue obtenida antes de 1969 por los investigadores Arthur Jaama y Eevi Jaama en el Centro de Investigación Hortícola Polli, dependiente del "Departamento de Ciencias de la Vida" de la Universidad de Tartu, siendo el resultado del cruce efectuado de 'La Crescent' como "Parental Madre" x  polen de 'Suhkruploom' como "Parental Padre".
El nombre para la nueva variedad fue el resultado de la combinación de la sílaba "kres" de la variedad femenina y la sílaba "su" de la variedad masculina (kres+su). El progenitor materno de 'Kressu' es de origen diploide (2n = 16) (ver Jaama, A. y E., 1990, p. 123-124), mientras que el padre paterno es hexaploide (2n = 48). E. Jaama determinó los cromosomas de 'Kressu' al número 2n = 32. 'Kressu' inmediatamente destacó en términos de maduración anticipada. Desafortunadamente resultó ser poco resistente al invierno en las condiciones de Estonia, por lo cual fue desechado en Pollis. La variedad fue entregada para prueba a Letonia (a la entonces "Estación experimental Dobele").
Por su precocidad excepcional así como su fruto sabroso, bonito y grande, esta fruta tentó a los letones a consumir 'Kressu' en 2002. Desde 2015, es el surtido de ciruelas recomendado de Letonia. Los árboles 'Kressu' que se cultivaban en la "Estación experimental Dobele" fueron destruidos por el duro invierno de 2006 a 2007.
El "Centro de Investigación Hortícola Polli" preparó, archivó los documentos, y los presentó en 2004 al "Departamento de Inspección de Producción Vegetal" solicitud de registro de la nueva variedad 'Kressu'  (n° de registro 14.R.04).

## Características
'Kressu' es un árbol de porte erguido, semi robusto, es de mediana altura. 'Kressu' es autoestéril, heredado de su padrino materno, los buenos polinizadores son 'Duke of Edinburgh', 'Ave' y 'Suhkruploom'. En los inviernos más duros, el árbol es tierno y puede sufrir graves daños, pues se puede congelar hasta el nivel de la nieve) y dejar sin cosechar. Las enfermedades pueden incluir la hoja de plata. Flor blanca, que tiene un tiempo de floración que comienza a partir del 21 de abril con el 10% de floración, para el 26 de abril tiene una floración completa (80%), y para el 3 de mayo tiene un 90% de caída de pétalos.
'Kressu' tiene una talla de tamaño medio de 22 a 30 g, la forma es redonda, su epidermis con un color marrón violáceo con manchas rojas, la sutura se puede ver como una línea, con manchas y puntos rojo a violeta más grandes o más pequeños, con pruina abundante; pedúnculo de longitud mediano, fuerte; pulpa de color blanquecina a amarillo verdosa, consistencia blanda, a veces ligeramente granulado, con buen sabor agridulce, aunque algunos años la piel ha quedado un poco amarga. En seguimiento como promedio de cinco años, los azúcares fueron 9,1%, los ácidos 1,59% y la vitamina C 8 m%. (Jaama, A. y E., 1990).
Hueso semi adherente, pequeño, alargado, asimétrico, con el surco dorsal muy ancho y profundo, los laterales más superficiales, zona ventral poco sobresaliente, superficie rugosa.
Su tiempo de recogida de cosecha es a mediados de agosto, incluso el primero de agosto en un verano cálido y soleado.

## Usos
Se usa comúnmente como postre fresco de mesa buena ciruela de postre de fines de verano.